# Гебауэр, Венди
Венди Гебауэр Палладино (англ. Wendy Gebauer Palladino; род. 25 декабря 1966, США) — американская футболистка, нападающий. Чемпионка мира (1991) в составе национальной сборной.

## Карьера

### Клубная карьера
В футболе дебютировала в 1986 году в женском футбольном клубе из своего университета «Норт Каролайна Тар Хилз», за команду которого выступала до 1989 года.
С 1998 года играла за команду «Роли Уингз», а в 1999 году провела один матч за «Роли Экспресс». Завершила профессиональную клубную карьеру в 2000 году.

### Карьера в сборной
В 1987 году дебютировала в официальных матчах в составе женской национальной сборной США по футболу. В 1991 году была в составе команды, завоевавшей золотую медаль на первом чемпионате мира по футболу среди женщин, проходившем в Китае.
Всего в составе сборной приняла участие в 26 матчах, забив 10 голов.